# Imagine: The Remixes
Imagine: The Remixes – remix album holenderskiego DJ-a Armina van Buurena, który zawiera zremiksowane wersje utworów z albumu Imagine. Został wydany 3 lutego 2009 roku.

## Lista utworów

### CD 1
| 1.  | Face 2 Face (Martin Roth Remix)                                                          | 7:18    |
|     |                                                                                          |         |
| 2.  | Unforgivable (feat. Jaren) (First State Smooth Mix)                                      | 7:24    |
|     |                                                                                          |         |
| 3.  | In & Out Of Love (feat. Sharon den Adel) (The Blizzard Remix)                            | 7:56    |
|     |                                                                                          |         |
| 4.  | Never Say Never (feat. Jacqueline Govaert) (Myon & Shane 54 Remix)                       | 7:54    |
|     |                                                                                          |         |
| 5.  | Rain (feat. Cathy Burton) (W&W Remix)                                                    | 7:06    |
|     |                                                                                          |         |
| 6.  | Fine Without You (feat. Jennifer Rene) (Sied Van Riel Remix)                             | 7:38    |
|     |                                                                                          |         |
| 7.  | What If (feat. Vera Ostrova) (Ohmna Remix)                                               | 8:07    |
|     |                                                                                          |         |
| 8.  | Hold On To Me (feat. Audrey Gallagher) (John O' Callaghan Remix)                         | 7:35    |
|     |                                                                                          |         |
| 9.  | Imagine (Paul Miller Remix)                                                              | 8:18    |
|     |                                                                                          |         |
| 10. | Going Wrong (with DJ Shah feat. Chris Jones) (Alex M.O.R.P.H. b2b Woody Van Eyden Remix) | 7:38    |
|     |                                                                                          |         |
|     |                                                                                          | 1:16:54 |
|     |                                                                                          |         |

### CD 2
| 1. | Never Say Never (feat. Jacqueline Govaert) (Omnia Remix)        | 7:35  |
|    |                                                                 |       |
| 2. | What If (feat. Vera Ostrova) (Arnej Remix)                      | 7:57  |
|    |                                                                 |       |
| 3. | Intricacy (feat. Sean Tyas) (Thomas Bronzwaer Remix)            | 8:21  |
|    |                                                                 |       |
| 4. | Rain (feat. Cathy Burton) (Cosmic Gate Remix)                   | 8:25  |
|    |                                                                 |       |
| 5. | Unforgivable (feat. Jaren) (Stoneface & Terminal Dub Mix)       | 9:07  |
|    |                                                                 |       |
| 6. | Going Wrong (with DJ Shah feat. Chris Jones) (Sean Tyas Remix)  | 8:37  |
|    |                                                                 |       |
| 7. | In & Out Of Love (feat. Sharon den Adel) (Richard Durand Remix) | 7:41  |
|    |                                                                 |       |
|    |                                                                 | 57:43 |
|    |                                                                 |       |